# Дацюк-арена
Дацюк-арена — ледовый комплекс, предназначенный для учебно-тренировочных занятий хоккеистов. Расположен в Екатеринбурге. Входит в структурное подразделение спортивного комплекса «Юность». Сдан в эксплуатацию 19 августа 2016 года.
Комплекс назван в честь известного уральского хоккеиста Павла Дацюка.

## История
Строительство арены стало возможным, благодаря победе на Всероссийском фестивале по хоккею среди любителей екатеринбургской команды «Неоплан», генеральным менеджером которой является председатель совета директоров ЗАО «Форум-групп» Олег Черепанов. Победа принесла городу команды-победителя грант в 100 млн рублей на строительство нового спортивного комплекса.
Ледовый дворец включен в перечень региональных спортивно-тренировочных центров государственной собственности субъектов Российской Федерации, необходимых для подготовки спортсменов сборных команд страны.
20 февраля 2024 года началось строительство второй очереди Дацюк арены на месте снесённых трибун стадиона Юность. Строительство второй очереди завершено в январе 2025 года.

## Проект
Стоимость строительства ледовой арены составила 251 млн рублей, из них 100 млн рублей — федеральный бюджет, 87,9 млн рублей — областной бюджет и 63 млн рублей — бюджет города Екатеринбурга. Проект арены создан командой архитекторов компании «Форум-групп».
Комплекс состоит из двух арен: большого ледового поля со стандартными размерами коробки 30х60 метров и малого, так называемого «лягушатника» с размерами 15х30 метров.
В здании располагается зал общей физической подготовки площадью 470 м², тренажерный зал площадью 240 м² и два зала для отработки бросков.
В здании комплекса есть гардероб для верхней одежды, гардероб для спортсменов с душевыми кабинами, 9 сушилок для хоккейной формы и экипировки, кабинет врача, помещение для специальной техники по уходу за льдом, тренажерный зал, зал общей физической подготовки, инвентарные комнаты.
Комплекс располагает автоматизированной системой холодоснабжения с устройствами использования выделяемого тепла для подогрева воды и воздуха, системой фильтрации и умягчения воды для заливки ледовых полей, и уникальной системой вентиляции и осушки воздуха, позволяющей избежать образования тумана и выпадения конденсата.
Арена предназначается для тренировок до 600 учеников ДЮСШ и проведения соревнований среди любительских команд.